# Сё Эн
Сё Эн (яп. 尚圓 Сё Эн, 1415 - 28 июля 1476) — 1-й ван государства Рюкю из второй династии Сё (1469—1476). До вступления на престол был известен как Канамару (金丸).

## Происхождение и приход к власти
Канамару родился в крестьянской семье на небольшом острове Идзена, рядом с островом Окинава. После смерти своих родителей он должен был содержать своих дядю, тётю, старшую сестру и младшего брата. Позднее он женился на местной девушке. Канамару много трудился, чтобы прокормить свою семью. Его процветающее хозяйство вызывало зависть у его соседей. Однажды во время сильной засухи он был обвинен в воровстве воды. Канамару вынужден был бросить семью и бежать с острова на Окинаву. Прожив пять лет в одной деревне и вновь поссорившись с соседями, он отправился в Сюри, столицу королевства, где в 1441 году поступил на службу в дом к принцу Сё Тайкю.
В 1454 году принц Сё Тайкю, господин Канамару, был избран королем Рюкю (1454—1460). После возвышения своего хозяина Канамару получил должность королевского казначея. В 1459 году ему была пожалована должность ответственного за морскую торговлю и управление в городе Наха. Он также получил земельные владение домен Утима (内間御殿).
В 1460 году после смерти короля Сё Тайкю на королевский престол вступил его сын и наследник, Сё Току (1460—1468). Между новым монархом и влиятельным сановником возник конфликт. Канамару покинул замок Сюри и удалился в своё поместье Утима под городом Нисихира.
В 1469 году король Сё Току скончался, не оставив наследников. Совет знати предложил Канамару стать новым королем Рюкю. В 1470 года 56-летний Канамару вступил на королевский престол под именем Сё Эн, став основателем второй династии Сё, правившей на островах 409 лет (с 1470 по 1879 год). В 1472 году Сё Эн получил официальное подтверждение законности своей власти от Минской империи.
В 1476 году после смерти Сё Эна на королевский престол вступил его младший брат, Сё Сэнъи, который в 1477 году после шестимесячного правления был вынужден уступить власть своему племяннику Сё Сину (1477—1526).